# Капп, Вольфганг
Вольфганг Капп (нем. Wolfgang Kapp; 24 июля 1858, Нью-Йорк, США, — 12 июня 1922, Лейпциг, Германия) — немецкий политик, государственный служащий, журналист.
Родился в Нью-Йорке в немецкой семье. В США его семья поселилась после неудавшейся европейской революции 1848 года . Позже, в 1870 году Вольфганг возвращается с родителями в Германию.
В 1884 году женился и установил через жену связи с консервативными националистическими силами.
В 1886 году получил высшее юридическое образование и начал работать в министерстве финансов.
В 1917 году вместе с Альфредем фон Тирпицем основал националистическую Немецкую отечественную партию. В 1918 году был избран в последний имперский рейхстаг. Резко критиковал Версальский договор. Был сторонником легенды об ударе ножом в спину.
В 1920 году был организатором путча Каппа, после провала которого бежал в Швецию. Весной 1922 года вернулся в Германию, чтобы оправдать себя в суде, но 12 июня скончался после проведенной операции по удалению злокачественной опухоли в тюрьме.